# Лотков Олександр Павлович
Олександр Павлович Лотков (нар. 5 травня 1970, Шверін) — радянський та латвійський футболіст, пізніше отримав також російське громадянство що грав на позиції півзахисника. Відомий за виступами в низці клубів Латвії, України та Росії, у тому числі в команді вищої латвійської ліги «Даугава-Компар».

## Клубна кар'єра
Олександр Лотков народився у Шверіні, а розпочав займатися футболом у футбольній школі клубу «Звейнієкс» з Лієпаї. У 1987 році Лотков розпочав виступи в основному складі «Звейнієкса» у другій лізі СРСР. У 1989 році Лотков перейшов до складу аматорського клубу «Прогрес» (Черняховськ), у складі якого грав у 1990 році в Балтійській лізі, а в 1991 році в другій нижчій лізі СРСР. У 1992 році футболіст грав у складі команди вищої латвійської ліги «Даугава-Компар» з Риги, у складі якої став фіналістом Кубка Латвії.
У середині 1992 року Олександр Лотков став гравцем команди першої української ліги «Прикарпаття» з Івано-Франківська. У першому сезоні у складі української команди Лотков зайняв у її складі лише 5-те місце, а вже наступного сезону «Прикарпаття» стало переможцем турніру першої ліги, та отримало путівку до вищої ліги, проте Лотков під час зимової перерви став гравцем команди російської першої ліги «Балтика» з Калінінграда. Проте в складі калінінградської команди латвійський півзахисник зіграв лише 1 матч, більшість часу проводячи в складі фарм-клубу «Балтики» в третій російській лізі, та вже протягом сезону став гравцем команди другої російської ліги «Лада» з Димитровграда. У складі димитровградської команди Лотков у 1996 році став переможцем зонального турніру другої російської ліги, що дало команді путівку до першої ліги, й з 1997 до 1999 року грав у складі «Лади» вже в першій лізі. У другій половині 1999 року Олександр Лотков грав у складі аматорської команди «Спартак» з Йошкар-Оли. На початку 2000 року Лотков став гравцем команди російської першої ліги «Арсенал» з Тули. У другій половині 2001 року футболіст став гравцем аматорської команди «Тарко» з Калінінграда. У 2002 році Олександр Лотков став гравцем команди російської другої ліги «Жемчужина» з Сочі, й після закінчення сезону завершив виступи на футбольних полях. 